# Sinularia cristata
Sinularia cristata is een zachte koraalsoort uit de familie Alcyoniidae. De koraalsoort komt uit het geslacht Sinularia. Sinularia cristata werd in 1969 voor het eerst wetenschappelijk beschreven door Tixier-Durivault. 